# Incendie de Manisa
 (juin 2014).
Si vous disposez d'ouvrages ou d'articles de référence ou si vous connaissez des sites web de qualité traitant du thème abordé ici, merci de compléter l'article en donnant les références utiles à sa vérifiabilité et en les liant à la section « Notes et références ».
L'incendie de Manisa en Anatolie a eu lieu entre le 5 et le 8 septembre 1922,,,,, pendant la guerre gréco-turque de 1919-1922.

## Déroulement et dégâts
La ville a été brûlée lors du retrait des troupes grecques. Plus de 90 % de la ville a été détruite, soit environ 10 000 bâtiments,. La population de la ville avant l'incendie se situait entre 35 000 et 50 000 habitants. Les pertes économiques s'élèvent à plus de 50 millions de lires. Les autorités turques affirment que 4 355 personnes sont mortes lors de cet évènement.

## Épilogue
L'événement est cité dans la littérature turque, comme par exemple, chez Ilhan Berk et Falih Rıfkı Atay.
Henry Franklin-Bouillon a été témoin du ravage qu'a provoqué cet incendie.
Le vice-consul des États-Unis James Loder Park a visité la ville détruite[Quand ?].

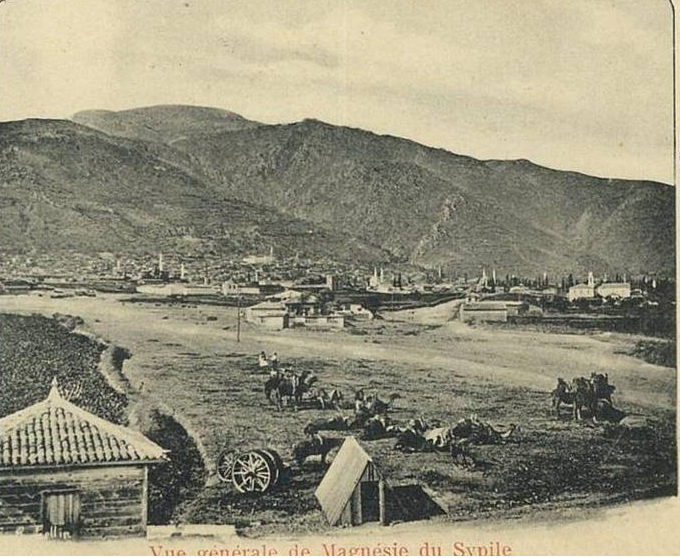
Vue générale avant l'incendie.
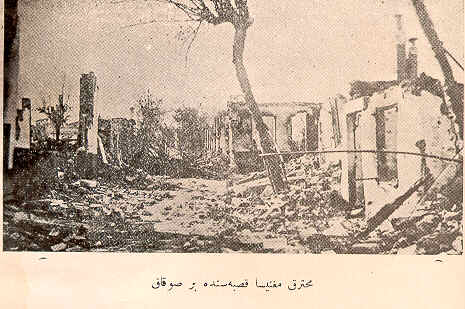
Une image d'une rue après l'incendie.